# Кравцівка (Куп'янський район)
Кра́вцівка — село в Україні, у Шевченківській селищній громаді Куп’янського району Харківської області. Населення становить 235 осіб. До 2020 орган місцевого самоврядування — Безмятежненська сільська рада.

## Географія
Село Кравцівка знаходиться на березі Балки Відногої, яка через 3,5 км впадає в річку Волоська Балаклійка (ліва притока). Нижче за течією на відстані 1,5 км розташоване село Станіславка.

## Історія
1795 — дата заснування.
7 (20) листопада 1917 року, відповідно до.Третього Універсалу Української Центральної Ради, увійшло до складу Української Народної Республіки.
Під час організованого радянською владою Голодомору 1932—1933 років померло щонайменше 9 жителів села.
12 червня 2020 року, відповідно до Розпорядження Кабінету Міністрів України № 725-р «Про визначення адміністративних центрів та затвердження територій територіальних громад Харківської області», увійшло до складу Шевченківської селищної територіальної громади.
19 липня 2020 року, в результаті адміністративно-територіальної реформи та ліквідації Шевченківського району, село увійшло до складу новоутвореного Куп'янського району Харківської області.

## Економіка
- «Еліна», ПСП.

## Об'єкти соціальної сфери
- Клуб.

## Постаті
- Матяж Борис Якович (1936—2008) — заслужений працівник сільського господарства України, почесний громадянин Шевченківського району.